# Nationaal Register van Overledenen
Het Nationaal Register van Overledenen (NRO) is een Nederlands register dat wordt beheerd door het CBG Centrum voor familiegeschiedenis. De gegevens voor het register worden na aangifte van overlijden van een persoon bij de gemeente, digitaal automatisch aangeleverd vanuit de gemeentelijke Basisregistratie Personen (BRP), tot 1995 Gemeentelijke Basisadministratie (GBA) geheten.
Vóór 1994 waren vanaf 1939 persoonskaarten, gevolgd vanaf 1995 door persoonslijsten, in gebruik. Voor eigen gebruik kan bij het CBG tegen vergoeding één of meer uittreksels of kopieën van de gegevens van overledenen worden opgevraagd. Niet alle gegevens worden in het uittreksel vermeld; als de persoon in kwestie minder dan 20 jaar geleden is overleden, worden niet de adresgegevens vermeld, conform de Wet BRP. Ook wordt de overlijdensoorzaak niet vermeld, omdat ook na overlijden de geheimhouding van het medisch dossier blijft gelden.
Als een persoon is overleden zijn de regels van de Algemene verordening gegevensbescherming (AVG) niet meer van toepassing op die persoon.
Dit register moet niet worden verward met het Nationaal Overledenenregister van de Stichting Postfilter, dat voor postadressen geldt.